# Ruská nacionálně autonomní strana
Ruská nacionálně autonomní strana (rusínsky Руська національно-автономна партія, Ruska nacionalno-avtonomna partija) byla krajně pravicová politická strana v Československu za první a druhé republiky. Strana byla založena krátce před zemskými volbami v Československu v roce 1935 v Mukačevu krajně pravicovým politikem Štefanem Fencikem.

## Názory strany
Strana byla rusínsky nacionalistická až fašistická, která podporovala panslavismus a rusofilii.[verifikovat] Strana byla také antisemitská, antikomunistická a anticikánská a podporovala Ruskou fašistickou stranu. Členové strany byli rusínští a nebo ruští nacionalisté a trvali na vytvoření autonomie nazvané Karpatská Rus pro rusínskou národnostní menšinu a také požadovali uznání Rusínů jako nezávislého národa.[verifikovat]

## Historie
Strana byla založena krátce před zemskými volbami v Československu v roce 1935 v Mukačevu krajně pravicovým politikem Štefanem Fencikem. Štefan Fencik později[kdy?] kandidoval i do Národního shromáždění za Národní sjednocení, kde byl zvolen jako poslanec. Otázku vytvoření rusínské autonomie během druhé republiky podporovala hlavně tato strana.
Vůdce strany Štefan Fencik byl také dvakrát ministrem ve vládě Andreje Bródyho a první vládě Augustina Vološina. Po obsazení Karpatské Ukrajiny Maďarskem se strana přejmenovala[zdroj⁠?!] na Uhroruskou nacionální stranu, která podporovala režim Horthyho.[verifikovat]
Strana zanikla popravou Štefana Fencika za kolaboraci v roce 1946.[verifikovat][chybí lepší zdroj]

## Volební výsledky
Strana kandidovala pouze v zemských volbách v Československu v roce 1935, kdy získala jeden mandát a 17 628 hlasů (5,9 %).